# Дубление

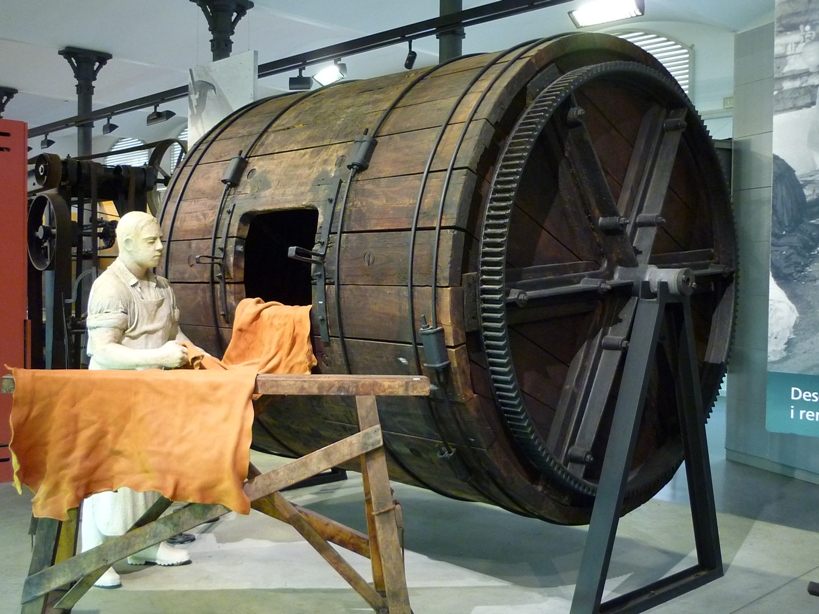
Дубильный барабан. Игуалада (Каталония), Музей кожи

Дубле́ние — технологический процесс в кожевенном производстве, заключающийся в обработке голья дубящими веществами для придания ему пластичности, прочности, износоустойчивости и других свойств, необходимых при выработке кожаных и меховых изделий; взаимодействие дубящих веществ с функциональными группами линейных аминокислотных полимеров с образованием устойчивых поперечных межмолекулярных связей молекул коллагена между собой. Основные виды дубления — минеральное (хромовое, циркониевое, титановое и др.), жировое, формальдегидное, таннидное, комбинированное.

## Происхождение слова в русском языке
В древние времена кожевникам были известны только растительные дубящие вещества, основным из которых был танин. Часто его получали из чернильных орешков, образующихся на листьях дуба при его инфекционных или паразитических заболеваниях, и из дубовой коры.

## Хромовое дубление
Сульфат хрома(III) ( [Cr(H2O)6]2(SO4)3) долгое время считался наиболее эффективным и действенным дубильным средством.  Соединения хрома(III), используемые в дублении, значительно менее токсичны, чем шестивалентный хром , хотя последний возникает при ненадлежащей обработке отходов. Сульфат хрома(III) растворяется, образуя катион гексааквахрома(III), [Cr(H2O)6]3+ , который при более высоком pH подвергается процессам, называемым оляцией , с образованием соединений полихрома(III), которые активны в дублении,  являясь поперечными связями коллагеновых субъединиц. Химия [Cr(H2O) 6 ] 3+ более сложна в ванне для дубления, чем в воде из-за присутствия различных  лигандов. Некоторые лиганды включают сульфатный анион, карбоксильные группы коллагена, аминогруппы из боковых цепей аминокислот и маскирующие агенты. Маскирующие агенты — это карбоновые кислоты , такие как уксусная кислота , используемые для подавления образования цепей полихрома(III). Маскирующие агенты позволяют кожевнику дополнительно повысить pH для повышения реактивности коллагена, не ингибируя проникновение комплексов хрома(III).
Коллаген характеризуется высоким содержанием глицина , пролина и гидроксипролина , обычно в повторе -gly-pro-hypro-gly-.  Эти остатки дают начало спиральной структуре коллагена. Высокое содержание гидроксипролина в коллагене позволяет образовывать поперечные связи посредством водородных связей внутри спиральной структуры. Ионизированные карбоксильные группы (RCO 2 − ) образуются под действием гидроксида. Это преобразование происходит в процессе золения, до введения дубильного вещества (солей хрома). Позже, во время пикелевания, карбоксильные группы коллагена временно протонируются для легкого переноса ионов хрома. Во время этапа основообразования при дублении карбоксильные группы ионизируются и координируются в качестве лигандов с центрами хрома (III) оксогидроксидных кластеров.
Перед введением основных видов хрома в дубление требуется несколько этапов для получения дубимой шкуры. pH должен быть очень низким (высокая кислотность), когда вводится хром, чтобы гарантировать, что комплексы хрома достаточно малы, чтобы поместиться между волокнами и остатками коллагена. После достижения желаемого уровня проникновения хрома в вещество, pH материала снова повышается, чтобы облегчить процесс. Этот этап известен как основывание. В сыром состоянии хромовая дубленая кожа имеет серовато-голубой цвет, поэтому ее называют мокрой синей . Хромовое дубление происходит быстрее, чем растительное дубление (на эту часть процесса уходит меньше дня), и дает эластичную кожу, которая отлично подходит для использования в сумках и одежде.
После нанесения хромового агента ванна обрабатывается бикарбонатом натрия в процессе подщелачивания для повышения pH до 3,8–4,0, вызывая образование поперечных связей между хромом и коллагеном. Повышение pH обычно сопровождается постепенным повышением температуры до 40 °C.  Способность хрома образовывать такие стабильные мостиковые связи объясняет, почему он считается одним из самых эффективных дубильных соединений. Кожа, дубленая хромом, может содержать от 4 до 5% хрома. Эта эффективность характеризуется повышенной гидротермической устойчивостью кожи и ее устойчивостью к усадке в нагретой воде.

## Дубление в фотографическом деле
В фотографии — специальная обработка желатина (смесь коллагеновых макромолекул разной молекулярной массы) фотоэмульсии, делающая её труднорастворимой в воде.

## Дубление в фотолитографии
В фотолитографии — обработка зафиксированных светом участков фоторезиста после отмывки незафиксированных участков фоторезиста дубящими жидкостями (иногда засвечиванием) для придания большей прочности и нерастворимости.